# Simopekka Nortamo

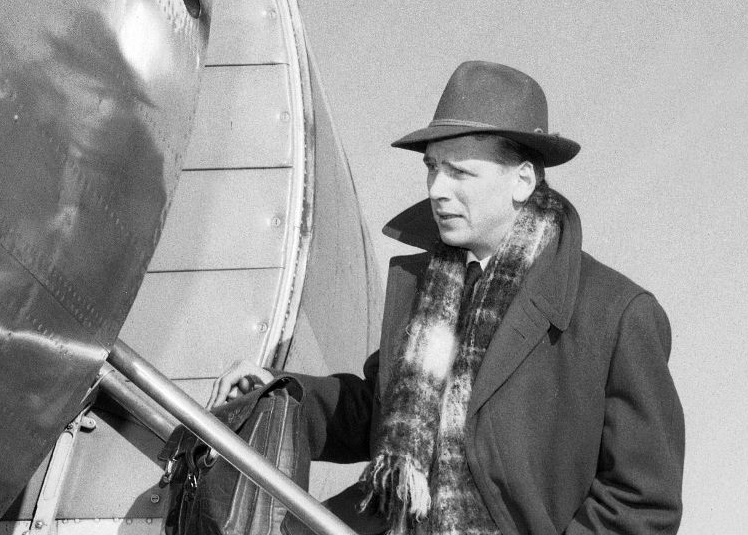
Simopekka Nortamo (1956).

Simopekka Nortamo, född 22 maj 1927 i Helsingfors, död där 17 december 2003, var en finländsk journalist. 
Nortamo var verksam inom Sanomakoncernen från 1953, först som redaktör vid Viikkosanomat och vid Helsingin Sanomat från 1966. Han var chef för tidningens söndagsbilaga 1970–1971, redaktionschef 1971–1976 och chefredaktör med ansvar för nyhetsbevakningen 1976–1992. Han var internationellt orienterad och gjorde sig känd som en skicklig yrkesman med stark integritet och ett okuvligt pressfrihetspatos. Hans liberalism i språkfrågor betonades ofta, och han försvarade ständigt den finlandssvenska minoriteten i artiklar och kolumner. Han blev mångfaldigt belönad för sin journalistiska insats, bland annat med Suomen Kuvalehtis pris och Statens journalistpris.

## Utmärkelser
- Riddartecknet av I klass av Finlands Vita Ros’ orden[1]
- Militärens förtjänstmedalj[1]

[Redigera Wikidata]